# Trichodactylidae
Die Trichodactylidae sind eine Familie der Krabben (Brachyura) und die einzige Familie innerhalb der Überfamilie Trichodactyloidea mit 48 Arten in 15 Gattungen. Die Vertreter sind reine Süßwasserkrabben und kommen in Mittel- und Südamerika vor.

## Merkmale
Der Carapax ist oval bis quadratisch und gewöhnlich breiter als lang. Die Rückenoberfläche ist meist glatt, nur selten beborstet. Das gastrokardiale Grübchen ist deutlich, die epigastrischen und postorbitalen Leisten ebenfalls. Die antero- und posterolateralen Ränder sind deutlich abgesetzt, der anterolaterale ist meist deutlich konvex und trägt häufig einen epibranchialen Zahn. Der Mandibularpalpus ist dreigliedrig, das Endglied etwas asymmetrisch zweilappig. Das Pleon besteht bei beiden Geschlechtern aus sechs Segmenten, ergänzt durch das Telson. Das Pleon der Männchen ist annähernd dreieckig bis T-förmig, wobei die letzten drei bis vier Somiten sehr schmal sind. Das erste Gonopodium (G1) ist stark chitinisiert, sein Endsegment stets einfach gebaut und ohne Fortsätze oder Borsten. Das zweite Gonopodium ist relativ kurz, selten länger als die Hälfte von G1.

## Systematik
Die Familie wird in zwei Unterfamilien gegliedert:
- Dilocarcininae Pretzmann, 1978
  - Bottiella Magalhães & Türkay, 1996
  - Dilocarcinus H. Milne-Edwards, 1853
  - Forsteria Bott, 1969
  - Fredilocarcinus Pretzmann, 1978
  - Goyazana Bott, 1969
  - Melocarcinus Magalhães & Türkay, 1996
  - Moreirocarcinus Magalhães & Türkay, 1996
  - Poppiana Bott, 1969
  - Rotundovaldivia Pretzmann, 1968
  - Sylviocarcinus H. Milne-Edwards, 1853
  - Valdivia White, 1847
  - Zilchiopsis Bott, 1969
- Trichodactylinae H. Milne Edwards, 1853
  - Avotrichodactylus Pretzmann, 1968
  - Rodriguezia Bott, 1969
  - Trichodactylus Latreille, 1829